# Bacillus coagulans
El Bacillus coagulans és una espècie de bacteri del gènere Bacillus que pot contaminar conserves alimentàries i li dona un gust àcid pla. El B. coagulans pot créixer en un pH tan baix com 4,2.
Com a bacteri probiòtic formador d'espores, Bacillus coagulans s'ha convertit en un focus de recerca a causa de la seva alta tolerància a ambients extrems i característiques probiòtiques. S'han reportat diversos efectes beneficiosos de B. coagulans. En primer lloc, B. coagulans pot promoure la digestió intestinal. Per exemple, les soques de B. coagulans poden produir diversos enzims que faciliten l'excreció i la digestió. En segon lloc, B. coagulans pot regular la microbiota simbiòtica de l'hoste i inhibir el creixement de bacteris patògens. Finalment, a causa de la seva capacitat per normalitzar tant els paràmetres quantitatius del sistema immunitari com l'activitat funcional de les cèl·lules immunitàries, B. coagulans pot beneficiar significativament el sistema immunitari de l'hoste. A causa de l'evidència que dóna suport a diversos efectes probiòtics de B. coagulans, s'han estudiat moltes soques de B. coagulans en el maneig i l'alleujament de diverses malalties humanes. Per tant, l'administració de B. coagulans pot ser un enfocament preventiu i/o terapèutic atractiu per a les malalties humanes.